# Чарлстон (округ, Південна Кароліна)
Шаблон:StateAbbr_ 32°49′ пн. ш. 79°54′ зх. д. / 32.82° пн. ш. 79.9° зх. д.
Округ Чарлстон (англ. Charleston County) — округ (графство) у штаті Південна Кароліна, США. Ідентифікатор округу 45019.

## Історія
Округ утворений 1769 року.

## Демографія
За даними перепису
2000 року
загальне населення округу становило 309969 осіб, зокрема міського населення було 268158, а сільського — 41811.
Серед мешканців округу чоловіків було 149787, а жінок — 160182. В окрузі було 123326 домогосподарств, 77416 родин, які мешкали в 141031 будинках.
Середній розмір родини становив 3,01.
Віковий розподіл населення поданий у таблиці:
| Стать    | До 15 років | 15-21 | 22-29 | 30-39 | 40-49 | 50-65 | 65-85 | Понад 85 |
| -------- | ----------- | ----- | ----- | ----- | ----- | ----- | ----- | -------- |
| Чоловіки | 31487       | 17123 | 19776 | 22933 | 21755 | 21747 | 13929 | 1037     |
| Жінки    | 30056       | 16892 | 19560 | 23531 | 23687 | 24564 | 19074 | 2818     |

## Суміжні округи
- Берклі — північ
- Джорджтаун — північний схід
- Коллтон — захід
- Дорчестер — північний захід

## Виноски
1. ↑  U.S. Decennial Census. United States Census Bureau. Архів оригіналу за 26 квітня 2015. Процитовано 16 березня 2015.
2. ↑  Historical Census Browser. University of Virginia Library. Архів оригіналу за 11 серпня 2012. Процитовано 16 березня 2015.
3. ↑  Forstall, Richard L., ред. (27 березня 1995). Population of Counties by Decennial Census: 1900 to 1990. United States Census Bureau. Архів оригіналу за 2 лютого 2015. Процитовано 16 березня 2015.
4. ↑  Census 2000 PHC-T-4. Ranking Tables for Counties: 1990 and 2000 (PDF). United States Census Bureau. 2 квітня 2001. Архів оригіналу (PDF) за 18 грудня 2014. Процитовано 16 березня 2015.
5. ↑  State & County QuickFacts. United States Census Bureau. Архів оригіналу за 22 лютого 2016. Процитовано 22 листопада 2013. [Архівовано 2016-02-22 у Wayback Machine.](англ.) Наведено за англійською вікіпедією.
6. ↑  American FactFinder. Бюро перепису населення США. Архів оригіналу за 26 лютого 2012. Процитовано 31 січня 2008. [Архівовано 2008-05-21 у Wayback Machine.]

| США | Це незавершена стаття з географії США. Ви можете допомогти проєкту, виправивши або дописавши її. |